# Lena Göbel

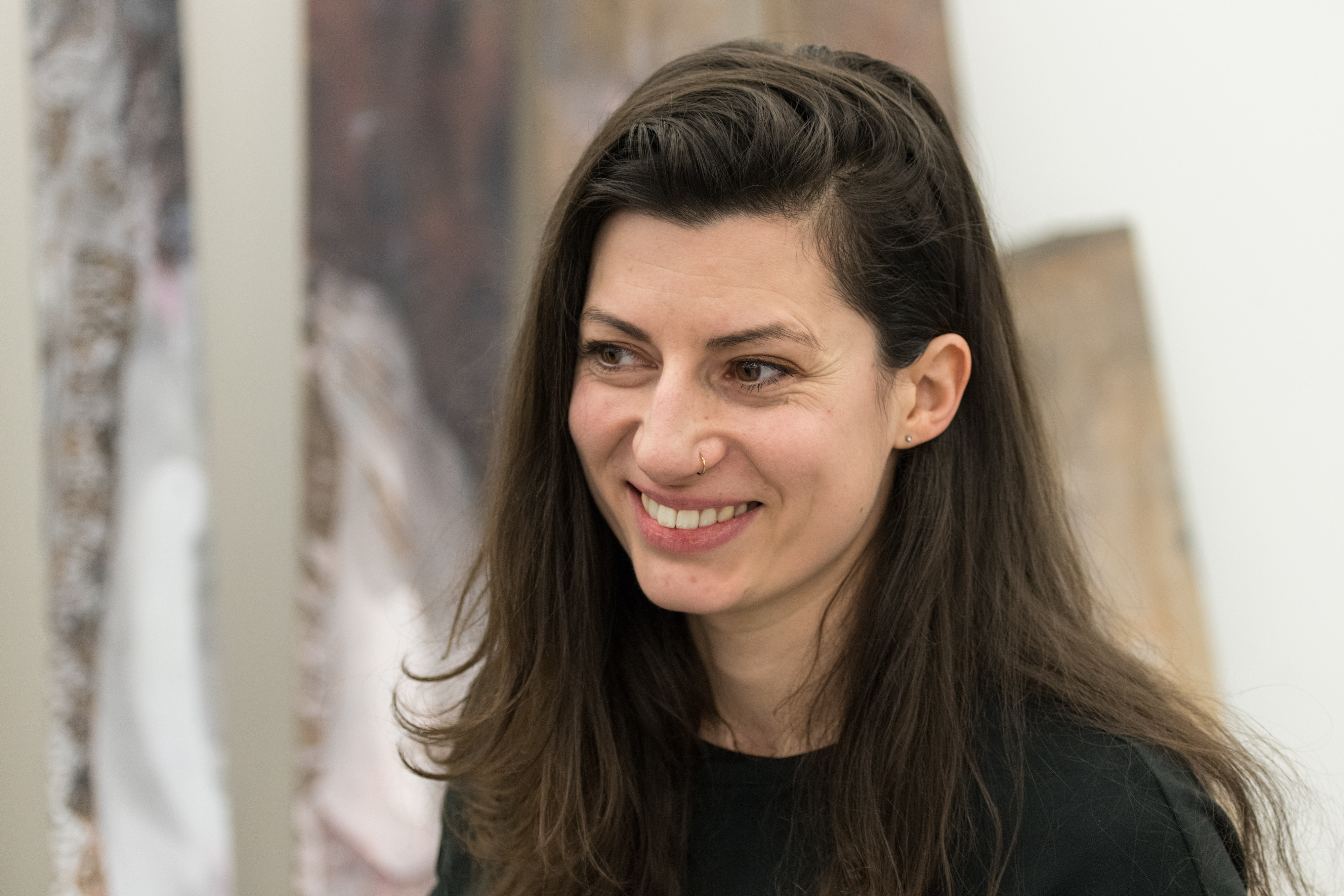
Lena Göbel (2019)

Lena Göbel (* 29. November 1983 in Ried im Innkreis) ist eine österreichische Malerin und Holzschneiderin.

## Leben
Lena Göbel wuchs als Tochter des Malerehepaares Heinz Göbel und Maria Moser in Frankenburg am Hausruck auf. Nach der Matura in Ried studierte sie von 2003 bis 2008 an der Akademie der bildenden Künste Wien bei Gunter Damisch.
Von 2008 bis 2013 lebte sie in Berlin. Sie ist Mitglied im Oberösterreichischen Kunstverein.
Lena Göbel lebt und arbeitet in Wien und Oberösterreich.

## Einzelausstellungen
- 2009 Galerie 422, Gmunden

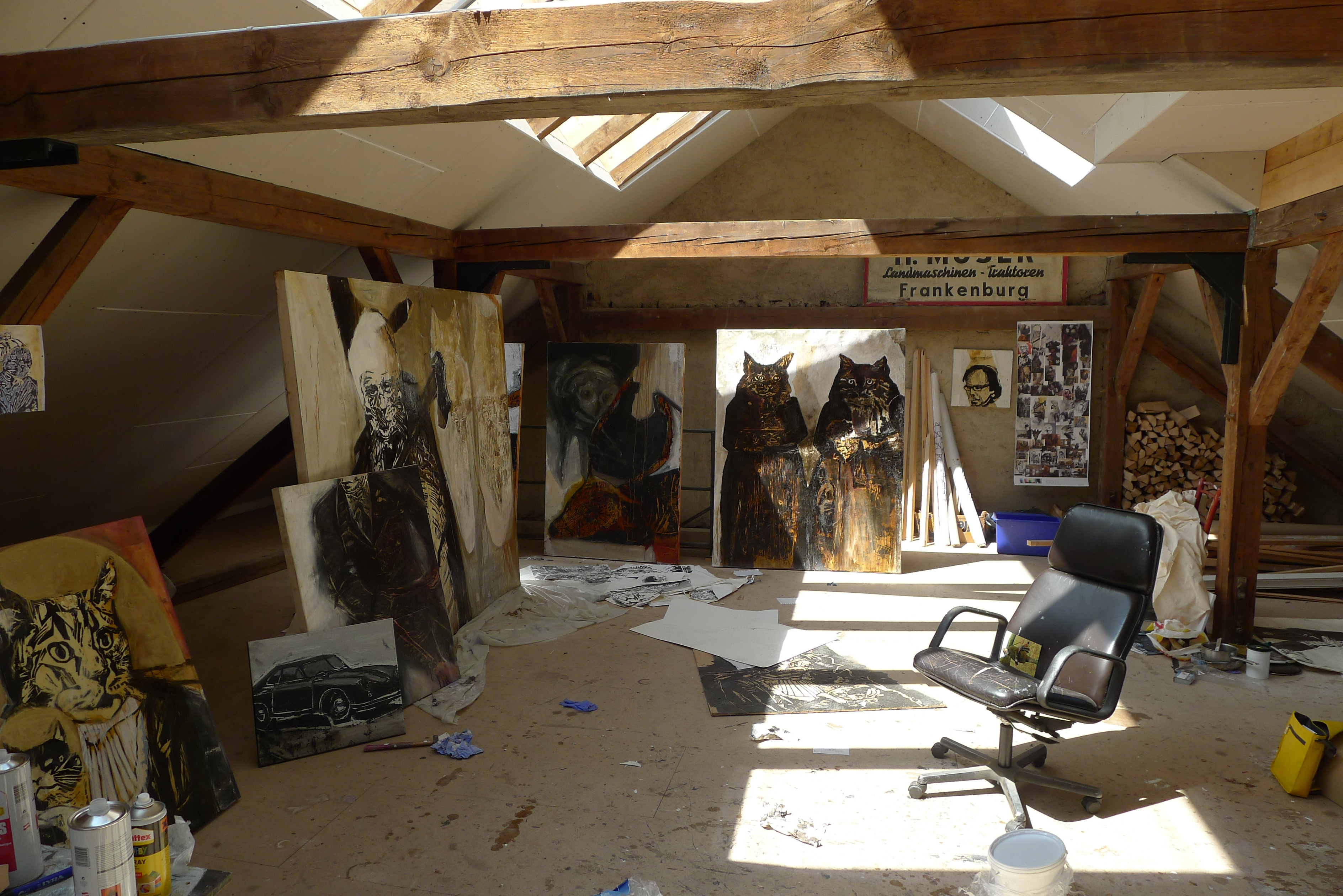
Atelier Frankenburg 2015

- 2009 Bandage allem Ego, Galerie Thiele, Linz
- 2010 Treffpunkt Kunst, ORF, Linz
- 2011 Kunstsammlung des Landes OÖ, Linz
- 2012 Birnbaum Retour, Kunstverein Steyr
- 2013 Letzte Ausfahrt Hinterstoaning, Galerie 422, Gmunden
- 2014 Im Visier, Stift Millstatt
- 2014 Meine erste Goldhaube, Galerie Gerersdorfer, Wien
- 2015 Observation Schnurrbert, Galerie 422, Gmunden
- 2016 Hechte trachten Dirndl dichte, Atterseehalle, Attersee am Attersee
- 2017 Radikal Anders, Kunstverein Steyr
- 2019 2 Captains – 1 Mission, Lena Göbel & Maria Moser Museum Angerlehner, Thalheim bei Wels (gemeinsam mit Maria Moser)
- 2019 Galerie Gut Gasteil, Prigglitz (gemeinsam mit Edgar Holzknecht)
- 2021 Lucretia, My Reflection, Museumspavillon, Salzburg
- 2022 two worlds and in between, Galerie Bernsteinzimmer, Nürnberg
- 2024 moser in a mostshell, Galerie 422, Gmunden

## Ausstellungsbeteiligungen (Auswahl)
- 2002 die Kunst des Holzschnitts, Galerie Ammering, Ried im Innkreis
- 2003 Die Bücher der KünstlerInnen II, Kupferstichkabinett der Akademie der bildenden Künste Wien
- 2004 Hell-Dunkel, Ausstellung zum Thema Grafik, Kupferstichkabinett der bildenden Künste Wien
- 2004 Galerie Thiele, Linz
- 2006 Werkschau: Nachwuchs, Stadtgalerie Deggendorf
- 2007 Im Zentrum am Rand, Museumkrems, Krems
- 2007 Menschenbilder, Galerie 422, Gmunden
- 2007 Galerie Thiele, Linz
- 2007 Neue, OÖ Kunstverein, Linz
- 2007 Meine Wirklichkeit-Realismus aus Oberösterreich, Kunstverein Steyr
- 2008 Next Generation, Lukas Feichtner Galerie, Wien
- 2009 Galerie Thiele, Linz
- 2010 C.A.R.
- 2010 Galerie Thiele, Linz
- 2010 Zeche Zollverein, Essen
- 2010 Hurrah, Atelierhof Kreuzberg, Berlin
- 2010 Forgotten Bar Project, Berlin
- 2011 Hintergründig, OÖ Kunstverein, Linz
- 2012 Galerie 422, Gmunden
- 2012 Galerie in der Schmiede, Pasching
- 2013 Galerie Gerersdorfer, Wien
- 2013 Galerie 422, Gmunden
- 2014 Die Zukunft der Malerei, Sammlung Essl, Klosterneuburg
- 2014 Galerie Gerersdorfer, Wien
- 2016 Paper Work III, Galerie Gerersdorfer, Wien
- 2019 Galerie 422, Gmunden
- 2022 Black is the loneliest colour, Kunstverein Eisenstadt[2]

## Kunst im öffentlichen Raum
- 2018 Gestaltung des Kirchenraumes und eines Glasfensters der Pfarrkirche Ampflwang[3]
- 2022 Gestaltung von Glasbildern für die Lichtkuppeln des Schulzentrums Frankenburg[4]

## Auszeichnungen
- 2007 Talentförderungsprämie des Landes Oberösterreich in der Sparte Bildende Kunst[5]
- 2018 Klemens Brosch Preis[6]
- 2020 Anton-Faistauer-Preis[7]

## Publikationen
- Werkschau Nachwuchs. Lena Göbel, Herbert Egger, Patrick Schmierer, Gerhard Müllner, Anja Kutzki: Katalog zur gleichnamigen Ausstellung in der Stadtgalerie im Stadtmuseum Deggendorf, 13. Oktober – 26. November 2006, Hrsg.: Birgitta Petschek-Sommer. Beitr.: Johannes Jetschgo.
- Lena Göbel – Werkkatalog anlässlich der Ausstellung im ORF Oberösterreich, 2010 mit einem Vorwort von Johannes Jetschgo, 28 Seiten.
- Lena Göbel, Holzschnitt – Malerei – Werkkatalog mit einem Vorwort von Karla Starecek, 2014, 72 Seiten.
- Hechte trachten Dirndl dichte – Katalog zur Ausstellung in der Atterseehalle, 32 Seiten.